# La profezia finale
La profezia finale è un saggio del giornalista e scrittore Antonio Socci.

## Contenuto
Il libro è suddiviso in due parti, intitolate rispettivamente Le profezie e i segni e Lettera aperta a papa Francesco.
Nella prima parte l'autore elenca personaggi, fatti e profezie che farebbero riferimento a questi tempi di crisi materiale e spirituale - anche all'interno della Chiesa cattolica - preludio di avvenimenti di tipo quasi apocalittico. A partire da Fátima, e citando anche le parole dei papi, si fa riferimento al 2017 come "tempo misterioso e fatale".
La seconda parte è scritta sotto forma di lettera a papa Francesco: in essa l'autore espone quei comportamenti e quelle affermazioni del papa che, a suo avviso, non sono adeguati né alla situazione attuale né al suo ruolo di guida della Chiesa.

## Il ringraziamento di papa Francesco
Dopo aver ricevuto copia de La profezia finale, papa Francesco ha inviato un messaggio di ringraziamento ad Antonio Socci, il quale l'ha pubblicato nel suo sito ufficiale, insieme alla sua risposta.

## Edizioni
- Antonio Socci, La profezia finale, Rizzoli, 2016, ISBN 978-8817085007.